# Euploea blossomae
Euploea blossomae is een vlinder uit de familie Nymphalidae, onderfamilie Danainae.
De wetenschappelijke naam van de soort is voor het eerst geldig gepubliceerd in 1929 door William Schaus.
De soort komt alleen voor op de Filipijnen.